# Slingsby T.21
Die  Slingsby T.21 ist ein Übungssegelflugzeug des britischen Herstellers Slingsby Sailplanes Ltd., das Ende der 1940er Jahre entwickelt wurde.

## Geschichte
Nach dem Ende des Krieges bestand beim britischen Air Training Command ein Bedarf an doppelsitzigen Trainingsflugzeugen. Das Gleiche galt auch für die zahlreichen englischen Fliegerclubs. Slingsby entwickelte zwei Schulflugzeuge – in der einen Version saßen Flugschüler und Fluglehrer nebeneinander (T.21), bei der anderen Variante waren die Sitze hintereinander angeordnet (T.31). Laut Herstellerangaben wurden insgesamt 92 T.21 produziert. Die Variante T.21B bekam den Beinamen Sedbergh, nach dem gleichnamigen Städtchen im Yorkshire Dales National Park.
Das Flugzeug wurde zur Ausbildung bei den Air Cadets, den Army Cadets und den Sea Cadets (Royal Navy) als Grundausbildungsmuster eingesetzt.
Es gab in den 1950er und 60er Jahren auch einige zivile Versionen, die in den englischen Segelflugvereinen flogen. Aber auch in den Übersee-Kolonien wurde die Slingsby T.21B eingesetzt. Hier sind besonders Kenia, Südrhodesien und Indien zu nennen, aber auch aus Zypern ist eine Stationierung bekannt.
Nachdem das britische Militär die T.21B ausmusterte und durch Schulflugzeuge vom Typ Grob G 103 ersetzte, übernahmen zivile Clubs und Privatleute diese Oldtimer-Segelflugzeuge. So kamen auch einige nach Deutschland, die aber unter englischer Registrierung fliegen, da die Slingsby T.21B zuvor nicht in Deutschland zugelassen war und somit keine deutsche Musterzulassung existiert. Nach den europäischen Regeln der EASA gehört die Sedbergh zu den Annex-II-Flugzeugen und untersteht somit nur den nationalen Regeln.
Besitzer der T.21B sind in der Regel im VGC Vintage Glider Club organisiert.

## Konstruktion

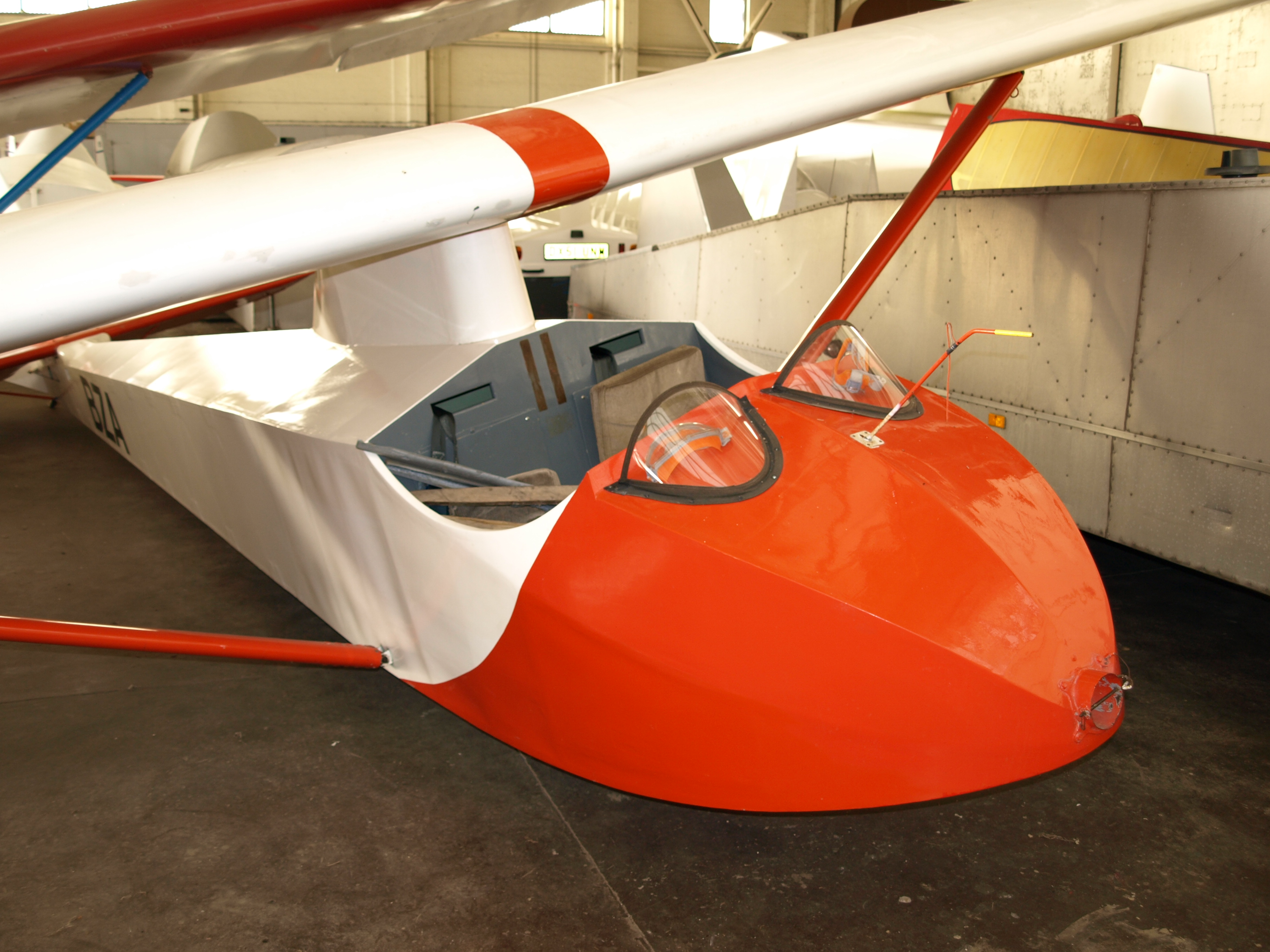
Slingsby T.21B: Cockpit mit nebeneinander angeordneten Pilotensitzen

Die T.21B ist als zweisitziger Hochdecker ausgelegt und besitzt zwei nebeneinander liegende Sitze. Die einholmige Tragfläche ist zweiteilig aufgebaut, besitzt Störklappen, weist eine torsionssteife Kastennase auf und ist mit je einer Strebe gegen den Rumpf abgestützt. Hinter dem Holm ist die Tragfläche mit Stoff bespannt.
Der Rumpf ist im Vorderteil aus Spanten und Gurten mit tragender Sperrholzbeplankung aufgebaut. Ab dem Hauptspant ist der Rumpfhinterteil mit Stoff bespannt. Vorne in der Rumpfspitze befindet sich ein Rohr, das im Falle des einsitzigen Flugbetriebes ein Ballastgewicht aufnehmen kann.

## Varianten
T.21B Sedbergh Mk. 1Die beiden nebeneinander liegenden Sitze besitzen je nur einen Windschutz.
T.21B Sedbergh Mk. 2Weiterentwicklung der Mk. 1, die einen geschlossenen Führersitz aufweist und ohne Rumpfpylon für das Aufsetzen des Flügels auskommt. Der Flügel ist direkt an einem am Rumpf befestigten Mittelteil gelagert. Die Spannweite erhöht sich dadurch auf 17,37 m. Die Störklappen wurden durch Sturzflugbremsen ersetzt.

## Technische Daten
| Kenngröße              | Daten                                    |
| ---------------------- | ---------------------------------------- |
| Besatzung              | 1 + 1                                    |
| Länge                  | 8,16 m                                   |
| Spannweite             | 16,46 m                                  |
| Flügelstreckung        | 11,2                                     |
| Flügelfläche           | 24,20 m²                                 |
| Flächenbelastung       | 19,6 kg/m²                               |
| Flügelprofil           | innen: Göttingen 535, außen: symmetrisch |
| Gleitzahl              | 21 bei 60 km/h                           |
| Geringstes Sinken      | 0,85 m/s bei 55 km/h                     |
| Leermasse              | 254 kg                                   |
| Startmasse             | 454 kg                                   |
| Mindestgeschwindigkeit | 45 km/h                                  |
| Höchstgeschwindigkeit  | 170 km/h                                 |